# إلك غروفي
إلك غروف (بالإنجليزية: Elk Grove)‏ هي إحدى مدن مقاطعة ساكرامينتو، كاليفورنيا. تم إعطاءها لقب مدينة في 1 يوليو، 2000.

## التركيبة السكانية
حدّد مكتب تعداد الولايات المتحدة بيانات التركيبة السكانية لإلك غروفي في تعداد الولايات المتحدة. في ما يلي، التركيبة السكانية حسب تعدادي 2000 و2010.

### تعداد عام 2000
بلغ عدد سكان إلك غروفي 59,984 نسمة بحسب تعداد عام 2000، وبلغ عدد الأسر 18,526 أسرة وعدد العائلات 15,366 عائلة مقيمة في المدينة. في حين سجلت الكثافة السكانية 548.9 نسمة لكل كيلومتر مربع (1,421.6/ميل2). وبلغ عدد الوحدات السكنية 18,894 وحدة بمتوسط كثافة قدره 172.9 لكل كيلومتر مربع (447.8/ميل2).
وتوزع التركيب العرقي للمدينة بنسبة 59.12% من البيض و8.52% من الأمريكيين الأفارقة و0.94% من الأمريكيين الأصليين و17.59% من الأمريكيين ذوي الأصول الآسيوية و0.59% من سكان جزر المحيط الهادئ و6.44% من الأعراق الأخرى و6.79% من عرقين مختلطين أو أكثر و14% من الهسبانيون أو اللاتينيون من أي عرق.
بلغ عدد الأسر 18,526 أسرة كانت نسبة 53.5% منها لديها أطفال تحت سن الثامنة عشر تعيش معهم، وبلغت نسبة الأزواج القاطنين مع بعضهم البعض 65% من أصل المجموع الكلي للأسر، ونسبة 12.6% من الأسر كان لديها معيلات من الإناث دون وجود شريك،  بينما كانت نسبة 5.4% من الأسر لديها معيلون من الذكور دون وجود شريكة وكانت نسبة 17.1% من غير العائلات. تألفت نسبة 12.9% من أصل جميع الأسر من عدة أفراد يعيشون في نفس المنزل ونسبة 3.5% كانت تتألف من شخص يعيش بمفرده يبلغ من العمر 65 عاماً أو أكثر. وبلغ متوسط حجم الأسرة المعيشية 3.22، أما متوسط حجم العائلات فبلغ 3.51.
بلغ العمر الوسطي للسكان 32.0 عاماً. وكانت نسبة 32.9% من القاطنين تحت سن الثامنة عشر، وكانت نسبة 8.1% بين الثامنة عشر والرابعة والعشرين عاماً، ونسبة 31.9% كانت واقعةً في الفئة العمرية ما بين الخامسة والعشرين والرابعة والأربعين عاماً، ونسبة 20.2% كانت ما بين الخامسة والأربعين والرابعة والستين، ونسبة 6.4% كانت ضمن فئة الخامسة والستين عاماً فما فوق. يوجد لكل 100 أنثى 95.5 ذكر، ويوجد لكل 100 أنثى في الثامنة عشر من عمرها فما فوق 91.3 ذكر.
بلغ متوسط دخل الأسرة في المدينة 57,310 دولارًا، أما متوسط دخل العائلة فبلغ 58,278 دولارًا. وكان متوسط دخل الذكور 40,126 دولارًا مقابل 31,327 دولارًا للإناث. وسجل دخل الفرد الخاص بالمدينة 18,045 دولارًا. وكانت نسبة 5.8% من العائلات ونسبة 7.4% من السكان تحت خط الفقر، وكان من هؤلاء نسبة 9% تحت سن الثامنة عشر ونسبة 4.8% في الخامسة والستين من العمر وما فوق.

### تعداد عام 2010
بلغ عدد سكان إلك غروفي 153,015 نسمة بحسب تعداد عام 2010، وبلغ عدد الأسر 47,927 أسرة وعدد العائلات 38,586 عائلة مقيمة في المدينة. في حين سجلت الكثافة السكانية 1,400.1 نسمة لكل كيلومتر مربع (3,626.2/ميل2). وبلغ عدد الوحدات السكنية 50,634 وحدة بمتوسط كثافة قدره 463.3 لكل كيلومتر مربع (1,199.9/ميل2).
وتوزع التركيب العرقي للمدينة بنسبة 46.06% من البيض و11.22% من الأمريكيين الأفارقة و0.63% من الأمريكيين الأصليين و26.31% من الأمريكيين ذوي الأصول الآسيوية و1.18% من سكان جزر المحيط الهادئ و6.69% من الأعراق الأخرى و7.91% من عرقين مختلطين أو أكثر و18.03% من الهسبانيون أو اللاتينيون من أي عرق.
بلغ عدد الأسر 47,927 أسرة كانت نسبة 49.5% منها لديها أطفال تحت سن الثامنة عشر تعيش معهم، وبلغت نسبة الأزواج القاطنين مع بعضهم البعض 61.2% من أصل المجموع الكلي للأسر، ونسبة 13.7% من الأسر كان لديها معيلات من الإناث دون وجود شريك،  بينما كانت نسبة 5.6% من الأسر لديها معيلون من الذكور دون وجود شريكة وكانت نسبة 19.5% من غير العائلات. تألفت نسبة 15.1% من أصل جميع الأسر من عدة أفراد يعيشون في نفس المنزل ونسبة 4.5% كانت تتألف من شخص يعيش بمفرده يبلغ من العمر 65 عاماً أو أكثر. وبلغ متوسط حجم الأسرة المعيشية 3.18، أما متوسط حجم العائلات فبلغ 3.54.
بلغ العمر الوسطي للسكان 34.3 عاماً. وكانت نسبة 30.1% من القاطنين تحت سن الثامنة عشر، وكانت نسبة 8.6% بين الثامنة عشر والرابعة والعشرين عاماً، ونسبة 27.9% كانت واقعةً في الفئة العمرية ما بين الخامسة والعشرين والرابعة والأربعين عاماً، ونسبة 25% كانت ما بين الخامسة والأربعين والرابعة والستين، ونسبة 8.3% كانت ضمن فئة الخامسة والستين عاماً فما فوق. وتوزع التركيب الجنسي للسكان بنسبة 48.4% ذكور و51.6% إناث.

## أعلام
- أليسون برينان
- نيك بيترز
- آدم كينيدي
- أيزاياه روس